# 1985 en informatique
1984 en informatique - 1985 - 1986 en informatique
Cet article présente les principaux évènements de 1985 dans le domaine informatique.

## Événements
- Première version de Microsoft Windows : Windows 1.0
- 4 octobre : Création de la FSF (Free Software Foundation) par Richard Stallman.
- Début du développement de Ingres (base de données).
- Début de la collaboration entre IBM et Microsoft pour le développement d'OS/2.
- Steve Jobs quitte Apple pour fonder NeXT.
- Création du CD-ROM.

## Technologie
- Norme d'affichage EGA (640 X 350 - 16 couleurs).